# Agrilus coeruleonigra
Agrilus coeruleonigra es una especie de insecto del género Agrilus, familia Buprestidae, orden Coleoptera.
Fue descrita científicamente por Fisher, 1929.